# Organisation de la Radio et la Télévision Arabe Syrienne
Die Organisation de la Radio et la Télévision Arabe Syrienne (ORTAS; arabisch الهيئة العامة للإذاعة والتلفزيون, DMG al-Haiʾa al-ʿĀmma li-l-Iḏāʿa wa-'t-Tilifizyūn; englisch: General Organization of Syrian Arab Radio and TV oder Syrian Arab Television and Radio Broadcasting Commission, SATRBC) ist der staatliche Rundfunkveranstalter in Syrien und untersteht dem Informationsministerium. Frühere Bezeichnungen waren auch Organisme de la Radio-Télévision Arabe Syrienne, Radio and Television (RTV Syria) und Syrian Radio & Television (SRT).
Rechtsgrundlage ist ein Gesetzesdekret von 2010, das allerdings in wesentlichen Teilen nicht umgesetzt wurde. Leiter wurde im Dezember 2018 Sūmar Wassūf. ORTAS ist Mitglied der Arabischen Rundfunkunion (ASBU).

## Hörfunk
Der Hörfunkdienst begann in der Syrischen Republik mit deren Unabhängigkeit am 17. April 1946 auf Kurzwelle. Bereits ab 1942 hatte es im französischen Völkerbundmandatsgebiet mit Radio-Damas ein Pendant zu Radio-Levant in Beirut gegeben.
Landesweite Hörfunkprogramme sind 2019 u. a.
- اذاعة دمشق, Iḏāʿat Dimašq – Radio Damaskus (seit 1947)
- صوت الشباب, Ṣaut aš-Šabāb – Stimme der Jugend (seit 2002)
- سوريانا, Sūryānā (seit 2015)
- eingestellt: صوت الشعب, Ṣaut aš-Šaʿb – Stimme des Volkes (1979–2017)

Regionale Hörfunkprogramme sind (von Nord nach Süd)
- اذاعة أمواج, Iḏāʿat Amwāǧ – Radio Wellen, Latakia
- اذاعة طرطوس, Iḏāʿat Ṭarṭūs – Radio Tartus
- اذاعة زنوبيا, Iḏāʿat Zannūbiyā – Radio Zenobia, Homs
- اذاعة الكرمة, Iḏāʿat al-Karama – Radio Weinrebe, as-Suwaida

Seit 1957 besteht der Auslandssender Radio Damaskus. Gemäß den Frequenzansagen im Programm wird sowohl über FM (UKW) als auch über AM (Mittelwelle) ausgestrahlt.

## Fernsehen
Das syrische Fernsehen startete am 23. Juli 1960, zwei Tage später als im damals mit Syrien verbundenen Ägypten (VAR). 1985 kam ein zweites Programm hinzu (eingestellt 2012 wegen des Bürgerkriegs), 1995 der Satellitendienst Syria TV.
ORTAS-Fernsehprogramme sind 2019
- السورية, as-Sūrīya
- سورية دراما, Sūrīyat Drāmā (seit 2009)
- التربوية, at-Tarbawīya (Bildung; seit 2008)
- الاخبارية, al-Iḫbārīya (Nachrichten; seit 2010)
- نور الشام, Nūr aš-Šām (Religion; seit 2011)
- قناة أوغاريت, Qanāt Ūġārīt (Kanal Ugarit, ein Regionalprogramm aus Latakia; das Radio- und Fernsehzentrum Latakia entstand 1987 anlässlich der Mittelmeerspiele dort)[8]

Auf Englisch, Französisch und Spanisch wird die Sendung Syria Insider Weekly ausgestrahlt. Russische Fernsehnachrichten gibt es täglich.